# محمد منعم الإزمرلي
الأستاذ الدكتور محمد المنعم الإزمرلي كان أستاذ كيمياء مصري عراقي والذي يزعم بعمله تجارب بالسموم على السجناء في زمن الرئيس العراقي صدام حسين، وتوفي أثناء احتجازه لدى الولايات المتحدة الأمريكية في أوائل فبراير 2004، بعد عشرة أشهر من اعتقاله.

## دوره المزعوم في تطوير الأسلحة
في 6 أكتوبر/تشرين الأول 2005 زعم تقرير تشارلز أدولفر، المستشار في وكالة المخابرات المركزية والذي قاد فريق مسح العراق، بأن الإزملي كان الشخصية الرئيسية في التدريب الكوادر العراقية الكيميائية لمحاولة استخدام الغاز السام في الساحة العسكري في السبعينيات، وكان زعيم الجهد الحربي لإنتاج غاز الخردل في الثمانينيات، وكان رئيس قسم المواد الكيميائية في الاستخبارات العراقية. ووفقا للتقرير أخبر الزملاء السابقين للأزمرلي المحققين، أنه كان رئيس التجارب البشرية واختبار المواد لاستخدامها كأهداف اغتيال عن طريق تسميم الطعام أو الحقن لحوالي 100 شخصية سياسية وغيرهم من السجناء، ويذكر التقرير أن الأزمرلي اعترف بإعطاء السم إلى 20 شخصاً كجزء من برنامج تجريبي.

## ظروف الوفاة
أدعت قوات الأمن الولايات المتحدة أن الوفاة كانت بسبب ضغط الدماغ، انتظرت عائلة الأستاذ الأزمرلي ثلاثة أسابيع قبل السماح لهم بزيارته في السجن الأمريكي في مطار بغداد الدولي، والذي كان وقتها قد بدا بصحة جيدة.
وكلفت الأسرة الدكتور فائق أمين بيكر مدير مستشفى بغداد قسم الطب الشرعي لعمل تشريح للأزمرلي، وبيَّن التشريح بأن سبب الوفاة كانت نتيجة لضربة مفاجئة على الجزء الخلفي من رأسه وأن سبب الوفاة هو صدمة حادة، وكان متأكد بالضبط كيف مات، شخص ما قد ضربه من الخلف، ربما بقطعة حديد أو مسدس، ووجد أيضاً أن أطباء الولايات المتحدة عملوا شق 20 سم في الجمجمة، على مايبدو في محاولة لإنقاذ حياته بعد الضربة.
ابنته رنا الأزمرلي زعمت للغارديان بأن والدها قد قتل: "الأدلة واضحة، فإنها تشير إلى الأمريكان قتلوه ثم حاولوا إخفاء ما فعلوا، لم تُقدِّم أي دليل على أنه فعل شيئاً خاطئاً، كنت ترفض أن يكون له محام ثم تقتله لماذا ؟" قدمت عائلة الأزمرلي نتائج تشريح الجثة إلى قاض عراقي وذكرت أن القاضي أدعى بأنه كان يفتقر إلى سلطة التحقيق، مبيناً لايمكنك أن تفعل أي شيء إلى الائتلاف، ما حدث هو التاريخ.

## وصلات خارجية
- 'أنا دائما أكره الناس': عائلة الغضب في سر موت لوك هاردينغ ، مايو 24, 2004, الحارس
- الجيش يعيد فتح التحقيق في وفاة الرجل, Charles J. هانلي مارس 24, 2005, أسوشيتد برس